# Jerky Turkey
Jerky Turkey és un curtmetratge de dibuixos animats dirigit per Tex Avery i estrenat el 7 d'abril del 1945. Evoca l'arribada dels pares pelegrins el 1620 a Plymouth rock, a través d'alguns episodis històrics i amb humor. Jerky Turkey ens mostra la importància de la festa d'Acció de Gràcies als Estats Units. És un curtmetratge d'animació molt popular, fins i tot a pesar de les referències a la Segona Guerra Mundial que s'hi poden trobar.
Al dibuix, un pelegrí persegueix un titot, que alhora és una caricatura de Jimmy Durante. També s'utilitza el gag recurrent Eat at Joe's.